# Клітинський Олександр Іванович
Олекса́ндр Іва́нович Кліти́нський (нар. 15 травня 1988, с. Чернелівці, Деражнянський район, Хмельницька область, УРСР — пом. 19 лютого 2014, Київ, Україна) — член організації «Білий Молот», громадський активіст, учасник Революції гідності. Один із Небесної сотні. Герой України.

## Життєпис
Олександр Клітинський народився 15 травня 1988 року в с. Чернелівці, Деражнянський район, Хмельницька область. Був найменшим серед чотирьох дітей у сім'ї. Рано, у 7 років, залишився без батька, виховувався матір'ю Галиною. Закінчив місцеву школу.
Родина жила бідно, тому, щоб допомогти рідним, був змушений поїхати на заробітки до Києва.

## На Майдані
З грудня 2013 року — на Майдані. Відтоді й до 19 лютого 2014 року брав участь у протистояннях з владними структурами. 19 лютого отримав наскрізні кульові поранення ніг, стримуючи наступ «Беркуту» на вулиці Інститутській. З пораненням був доправлений медиками до Будинку профспілок, для надання медичної допомоги.
Не дивлячись на тривалі пошуки нерухомого Олександра в палаючому Будинку профспілок у ніч на 19 лютого, знайти його так і не вдалось. Тривалий час знаходився у списках зниклих.
Обгоріле тіло Олександра було знайдене під завалами, та попередньо ідентифіковане за металевим жетоном. Похований з почестями на Аскольдовій могилі. Після проведення експертизи ДНК, тіло остаточно ідентифіковано.

## Вшанування пам'яті

Надгробок Олександра Клітинського на Аскольдовій Могилі

### Поховання
- Похований на Аскольдовій могилі.[5]

### Нагороди
- Звання Герой України з удостоєнням ордена «Золота Зірка» (21 листопада 2014, посмертно) — за громадянську мужність, патріотизм, героїчне відстоювання конституційних засад демократії, прав і свобод людини, самовіддане служіння Українському народу, виявлені під час Революції гідності[6]
- Медаль «За жертовність і любов до України» (УПЦ КП, червень 2015) (посмертно)[7]